# Гемптон (Коннектикут)
Гемптон (англ. Hampton) — місто (англ. town) в США, в окрузі Віндем штату Коннектикут. Населення — 1728 осіб (2020).

## Демографія
Згідно з переписом 2010 року, у місті мешкали 1863 особи в 747 домогосподарствах у складі 528 родин. Було 793 помешкання
Расовий склад населення:
| - 96,1 % — білих - 0,9 % — азіатів - 0,5 % — корінних американців - 0,2 % — чорних або афроамериканців |

До двох чи більше рас належало 1,7 %. Частка іспаномовних становила 2,5 % від усіх жителів.
За віковим діапазоном населення розподілялося таким чином: 19,4 % — особи молодші 18 років, 66,7 % — особи у віці 18—64 років, 13,9 % — особи у віці 65 років та старші. Медіана віку мешканця становила 46,4 року. На 100 осіб жіночої статі у місті припадало 104,7 чоловіків; на 100 жінок у віці від 18 років та старших — 99,9 чоловіків також старших 18 років.
Середній дохід на одне домашнє господарство становив 89 315 доларів США (медіана — 74 265), а середній дохід на одну сім'ю — 101 747 доларів (медіана — 83 558). Медіана доходів становила 57 303 долари для чоловіків та 51 786 доларів для жінок. За межею бідності перебувало 3,3 % осіб, у тому числі 2,1 % дітей у віці до 18 років та 4,2 % осіб у віці 65 років та старших.
Цивільне працевлаштоване населення становило 893 особи. Основні галузі зайнятості: освіта, охорона здоров'я та соціальна допомога — 36,4 %, будівництво — 12,2 %, роздрібна торгівля — 11,2 %.